# افریکو
افریکو (به ایتالیایی: Africo) یک کومونه در ایتالیا است که در استان رجیو کالابریا واقع شده‌است.

## خصوصیات
افریکو ۵۱ کیلومترمربع مساحت و ۳٬۳۳۹ نفر جمعیت دارد و ۱۵ متر بالاتر از سطح دریا واقع شده‌است.